# Zonaanbidder (agame)
De zonaanbidder (Phrynocephalus helioscopus) is een hagedis uit de familie der agamen (Agamidae).

## Naam en indeling
De wetenschappelijke naam van de soort werd voor het eerst geldig gepubliceerd door Peter Simon Pallas in 1773. Oorspronkelijke werd de wetenschappelijke naam Lacerta helioscopa gebruikt en later Phrynocephalus helioscopa.
De soortaanduiding helioscopus betekent vrij vertaald 'zon-zoeker'.

## Uiterlijke kenmerken
De soort kan een lengte van twaalf centimeter bereiken, waarbij de staart circa de helft beslaat.

## Verspreiding en habitat
De zonaanbidder komt voor vanaf het oosten van de Zuidelijke Kaukasus, Wolgograd en Astrachan, oostwaarts door Kazachstan tot aan het noordwesten van Mongolië en China. Komt ook voor in Centraal-Azië en het Kopet-Daggebergte in het noordoosten van Iran. De hagedis is aangetroffen in de landen Afghanistan, China, Iran, Kazachstan, Kirgizië, Mongolië, Oezbekistan, Tadzjikistan en Turkmenistan. Zonaanbidders zijn waargenomen tot op hoogten van 1.500 meter boven zeeniveau.
Zonaanbidders leven in stenige woestijnen en halfwoestijnen, waar struikgewas spaarzaam aanwezig is. Ze kunnen bijvoorbeeld waargenomen worden in droge rivierbeddingen of zandige gebieden met kiezelstenen.

## Beschermingsstatus
Door de internationale natuurbeschermingsorganisatie IUCN is de beschermingsstatus 'veilig' toegewezen (Least Concern of LC).

## Ondersoorten
De zonaanbidder wordt vertegenwoordigd door zeven ondersoorten, die verschillen in uiterlijk en het verspreidingsgebied. Drie ondersoorten zijn pas sinds 2012 wetenschappelijk beschreven.
| Naam                                                                                  | Auteur                              | Verspreidingsgebied                                |
| ------------------------------------------------------------------------------------- | ----------------------------------- | -------------------------------------------------- |
| Phrynocephalus helioscopus cameranoi                                                  | Bedriaga, 1907                      | Kazachstan                                         |
| Phrynocephalus helioscopus                                                            | Pallas, 1771                        | De rest van het verspreidingsgebied                |
| [[Phrynocephalus helioscopus meridionalis\|[Phrynocephalus helioscopus meridionalis]] | Dunayev, Solovyeva & Poyarkov, 2012 | Oezbekistan, Turkmenistan, mogelijk in Afghanistan |
| Phrynocephalus helioscopus saidalievi                                                 | Sattorov, 1981                      | Oezbekistan, Tadzjikistan, Kirgizië                |
| Phrynocephalus helioscopus sergeevi                                                   | Dunayev, Solovyeva & Poyarkov, 2012 | Oezbekistan                                        |
| Phrynocephalus helioscopus turcomanus                                                 | Dunayev, Solovyeva & Poyarkov, 2012 | Turkmenistan, Iran, Afghanistan                    |
| Phrynocephalus helioscopus varius                                                     | Eichwald, 1831                      | Kazachstan, China, Mongolië                        |